# DKW F89 L
La DKW F89 L, también conocida como DKW Schnellaster, fue una furgoneta  producida desde 1949 hasta 1962. Fue el primer modelo de la nueva Auto Union GmbH después de la posguerra, y el primer automóvil que se produjo en Ingolstadt. El nombre del modelo Schnellaster se traduce del alemán al español como «transportador rápido».

## Diseño
El DKW F89 L es de una configuración monovolumen con tracción delantera, motor transversal, las ruedas delanteras colocadas hacia adelante de la cabina de pasajeros, un diseño integrado en una sola unidad con un capó aerodinámico corto e inclinado, el piso bajo y plano de punta a cabo para acomodar la carga, asientos y acomodaciones flexibles para pasajeros y carga. Estas mismas características hacen del Schnellaster un precursor de la minivan moderna, una configuración de caja posteriormente popularizado en los ejemplos notables, como el Dodge Caravan y Plymouth Voyager (1983) o el Renault Espace (1984) y, mecánicamente, del BMC Mini (1959) además de la mayoría de los coches modernos.
La carrocería estaba montada sobre un bastidor de tubos de acero de sección rectangular e incluyó un sistema trasero de suspensión de brazos tirados (trailing arm) que incorporaba muelles en la barra transversal.
Estaba integrada por varias versiones, furgoneta, combi, un microbús para 8 pasajeros, y plataforma alta / chasis cabina con una distancia entre ejes de 250 mm más larga, y a petición, en el chasis largo, anchos de trocha del eje trasero ensanchado a 1490, 1590, y 1690 mm del estándar 1400 mm estaban disponible. La furgoneta tenía una capacidad de 4,7 m³ y hasta 800 kg de carga útil.
El diseño moderno ofreció un motor de la preguerra de dos cilindros en línea de dos tiempos y 700 cm³ de los DKW F8 con una potencia de 20 hp (22 hp después de 1952). En 1955 la camioneta recibió un motor de tres cilindros y dos tiempos del DKW F9 con 900 cm³, produciendo 32 hp (24 kW). El motor estaba refrigerado por agua, pero no había ninguna bomba de agua, el enfriamiento era por un sistema de termosifón.

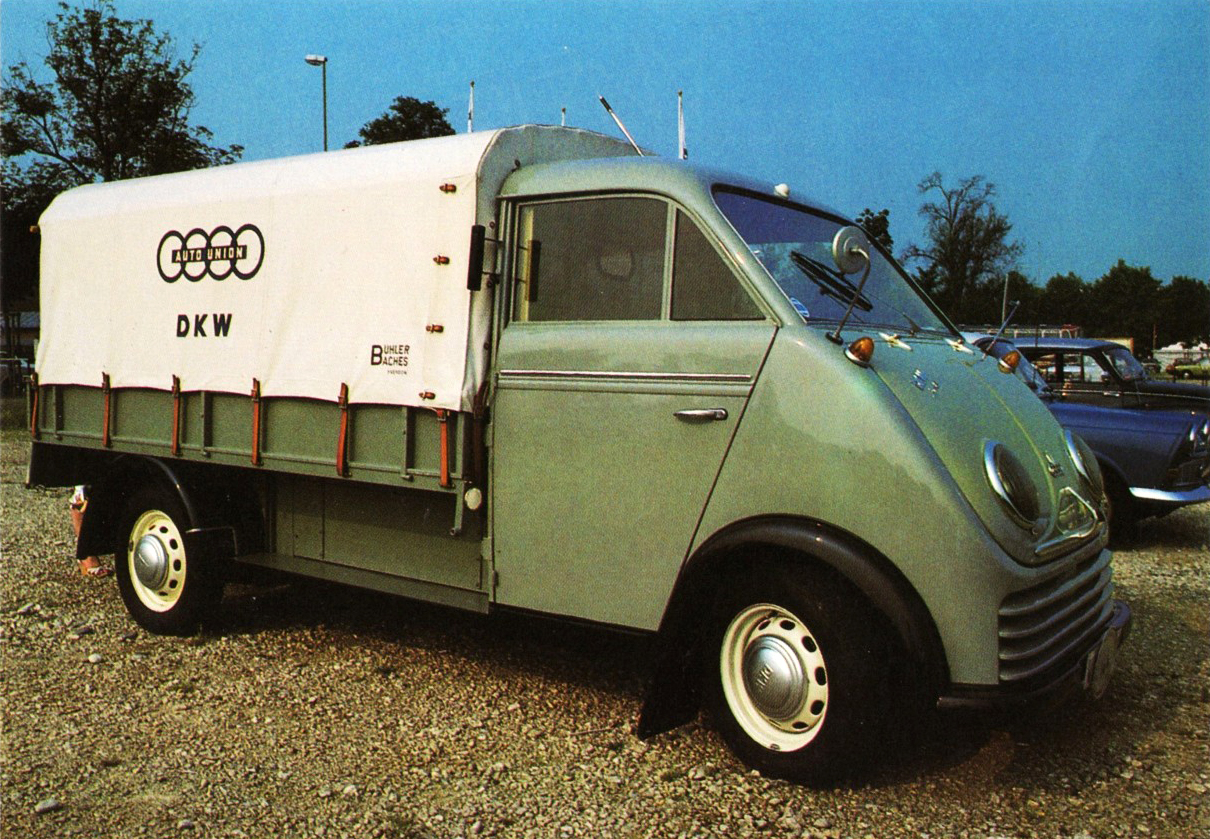
1955 DKW F 89 L plataforma alta
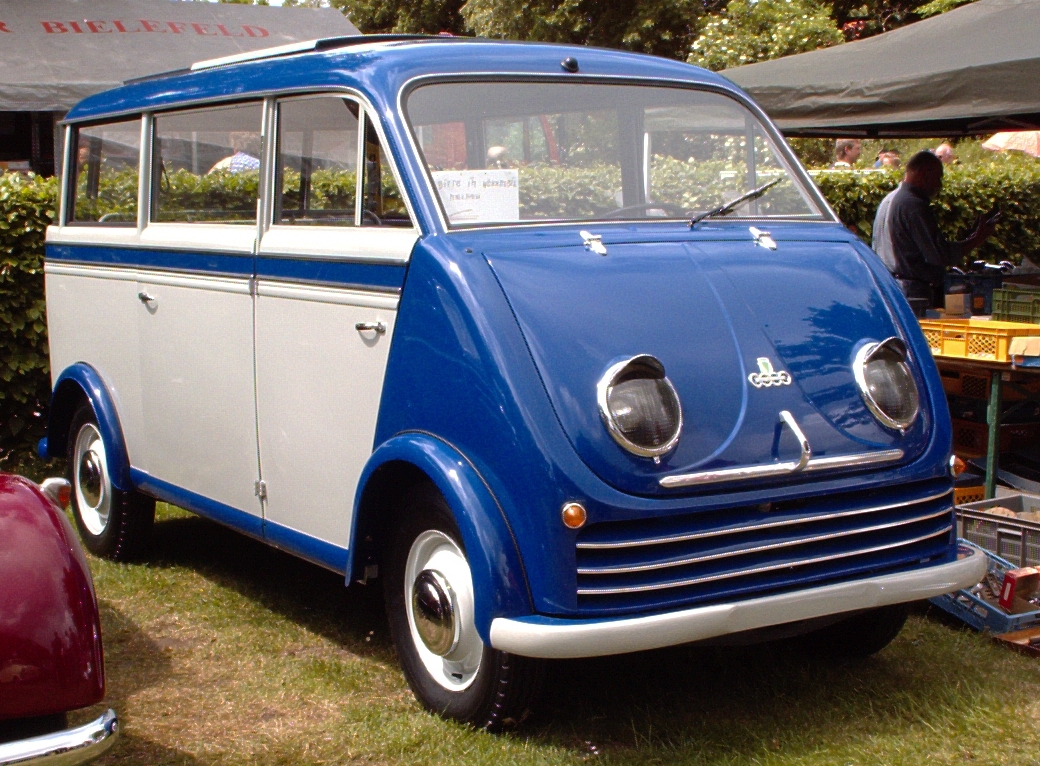
DKW Schnellaster microbús F89 L

## Ficha técnica

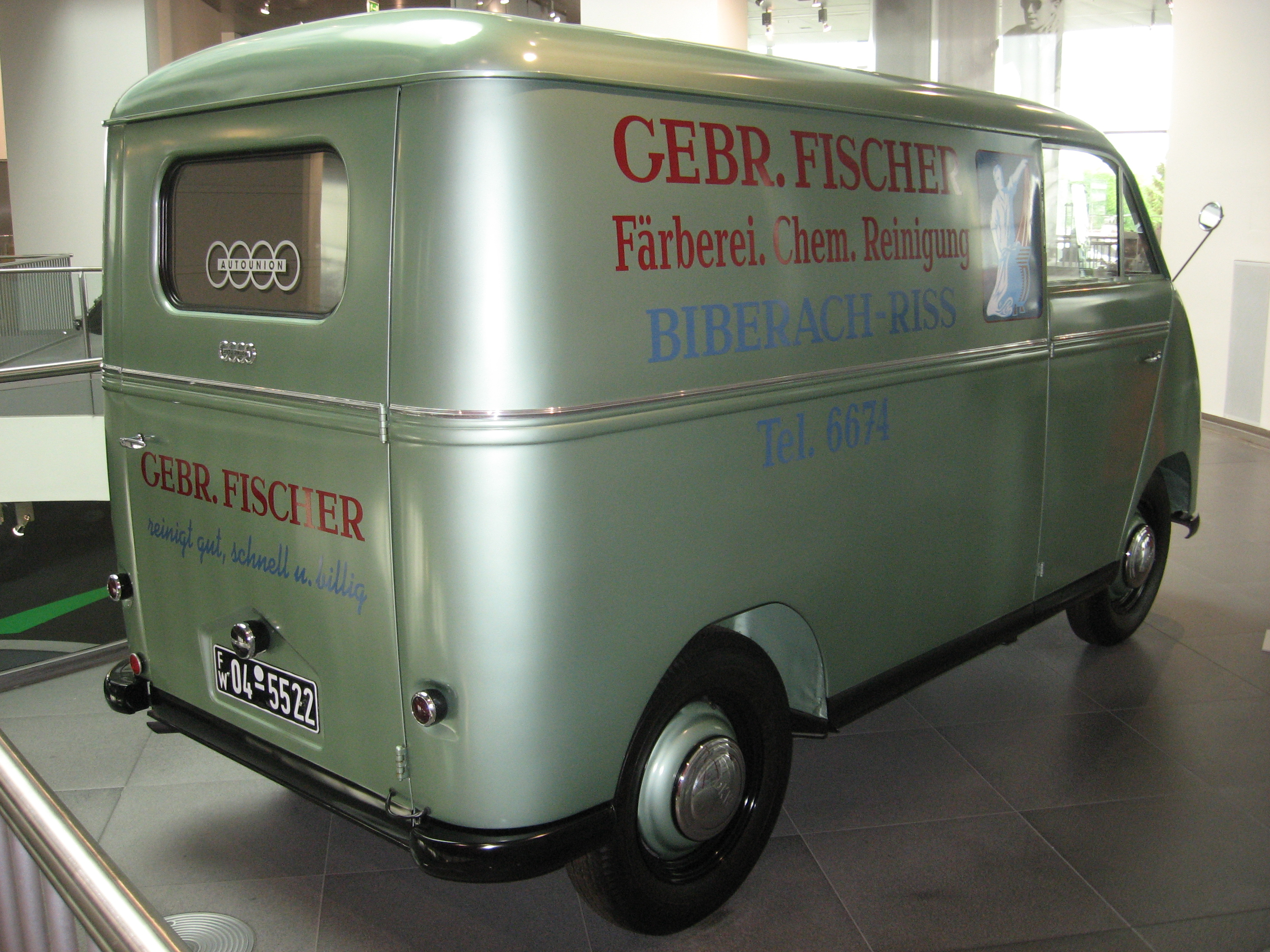
DKW Schnellaster furgón

| Distancia entre ejes:  | 2750 mm |
| Superficie de carga:   | 3,25 m² |
| Volumen de carga:      | 4,7 m³  |
| Altura Interior:       | 1537mm  |
| Longitud interior:     | 2230 mm |
| Anchura interior:      | 1464 mm |
| Altura al suelo:       | 463 mm  |
| Carga útil:            | 800 kg  |
| Peso máximo permitido: | 2580 kg |

| Modelo  | Tipo de motor                | Capacidad | Diámetro x carrera | Potencia hp (kW) | Caja de cambios  | Años      |
| ------- | ---------------------------- | --------- | ------------------ | ---------------- | ---------------- | --------- |
| F 89 L  | Bicilíndrico de dos tiempos  | 688 cm³   | 76 × 76 mm         | 20 hp (14.7 kW)  | Manual 3 marchas | 1949-1952 |
| F 89 L  | Bicilindrico de dos tiempos  | 688 cm³   | 76 × 76 mm         | 22 hp (16.2 kW)  | Manual 3 marchas | 1952-1954 |
| F 800   | Bicilindrico de dos tiempos  | 792 cm³   | 78 × 83 mm         | 30 hp (22.0 kW)  | Manual 3 marchas | 1954-1955 |
| F 800/3 | Tricilíndrico de dos tiempos | 896 cm³   | 71 × 76 mm         | 32 hp (23.5kW)   | Manual 4 marchas | 1955-1962 |

## DKWSchnellaster Elektrowagen
Entre 1955 y 1962 Auto Union produjo automóviles eléctricos DKW Schnellaster, Audi estima que se construyeron alrededor de 100 de estas furgonetas eléctricas y fueron vendidos principalmente a las empresas de energía, servicios públicos y los fabricantes de baterías. Para crear el modelo EV, DKW tomó su furgoneta de reparto Schnellaster normal y reemplazo el motor de dos tiempos con un tren motriz eléctrico. Las furgonetas no eran exactamente rápidas, sin embargo, el motor produce alrededor de 6,7 caballos de fuerza con las baterías de plomo y ácido ofreciendo 200 amperios hora (Ah) de potencia funcionando a 80 voltios. Le dio al coche eléctrico un alcance afirmativo de 80,5 kilómetros y una velocidad máxima de 45 kilómetros por hora. Rutas cortas han sido el principal campo de aplicación en la ciudad. El DKW Schnellaster Elektrowagen también estaba disponible en la carrocería  chasis cabina de 3 metros.

## Mercados mundiales

### España
La furgoneta también fue producida en Vitoria (País Vasco) por IMOSA (Industrias del Motor S.A.) a partir de 1954 y hasta 1960, con un total de 18 479 unidades. Al principio se ensamblaban los componentes llegados de Alemania, pero a partir del segundo año se empezaron a fabricar casi íntegramente en el país. En España, DKW (decauve) se convirtió en un término común para cualquier camioneta, y todavía se utiliza hoy en día. La filial española llevó a cabo un rediseño del modelo y lo llamó DKW 800S o DKW 700P, estas últimas se fabricarían hasta 1963, cuando entró en producción su sucesor moderno con una carrocería nueva, introducida en 1963 y llamada DKW F1000 L. Esta furgoneta comenzó con el motor DKW tres cilindros de 981 cm³ de dos tiempos, pero en 1964 recibió un motor diésel de cuatro cilindros Mercedes-Benz OM 621 y finalmente terminó con la designación Mercedes-Benz N1000 en 1975.

### Argentina
De 1960 a 1969 la furgoneta DKW fue fabricada bajo licencia por IASFe (Industrias Automotriz de Santa Fe) y Auto Union de Alemania, radicada en 1960 en la provincia de Santa Fe, Argentina, como Auto Union Combi, Furgón y Ambulancia con capacidades de 950 kg de carga útil, también se produjo en plataforma alta y exclusiva en este mercado, una pickup con cabina para tres pasajeros y 980 kg de carga útil. Se ofreció con el motor de tres cilindros y dos tiempos similar al del modelo sedán 1000S con 981 cm³, produciendo 45 hp (33.5 kW) y transmisión manual de 4 marchas sincronizadas.
Después de producir la Schnellaster durante 10 años. La fábrica había cerrado sus puertas, pero I.A.M.E. (Industrias Aeronáuticas y Mecánicas del Estado) continuó la producción de la carrocería del DKW F1000 L como la Rastrojero F 71 desde 1969 hasta 1979 en camioneta cabina simple y doble y las versiones de plataforma, minibuses y furgonetas. Entre 1960 a 1969 se fabricaron unas 3.500 unidades.